# Noble M400
La Noble M400 est une voiture de sport construite par le constructeur britannique Noble. Son nom vient de son rapport poids-puissance de 400 ch/tonne.

## Moteur
Le moteur de la Noble M400 est celui de la Mondeo ST220, largement revu toutefois. Le refroidissement du moteur a été amélioré, le moteur possède des pistons forgés, des arbres à cames à haute levée, une gestion électronique revue, et surtout deux turbocompresseurs Garrett T28. Le moteur de 3 L a un taux de compression de 8.0:1, et la pression de suralimentation est de 0,85 bar. La puissance est de 425 ch à 6 500 tr/min, pour un couple de 529 N m à 5 000 tr/min, avec 75 % de celui-ci disponible dès 3 500 tr/min.
La transmission est une Getrag à 6 rapports. Le rapport de pont est de 3.87:1. Le différentiel est fourni par Quaife.

## Châssis et trains roulants
Le châssis en acier supporte une carrosserie en aluminium. La suspension est composée à l'avant comme à l'arrière d'une double triangulation avec ressorts hélicoïdaux, barre anti-roulis et des amortisseurs dynamiques. La direction à crémaillère est assistée hydrauliquement. Les roues de 18 pouces sont chaussées de Pirelli P-Zero 225/40 R18 à l'avant, et 265/35 R18 à l'arrière. Le freinage est effectué par des disques AP Racing de 330 mm à l'avant comme à l'arrière. Le poids total de la voiture est de 1 060 kg.

## Performances
La Noble M400 est capable de passer de 0 à 100 km/h en 3,2 s, de franchir le 400 m départ arrêté en 11,4 s à près de 193 km/h. La revue Inside Line a obtenu une vitesse en slalom de 127,8 km/h, ainsi qu'une accélération latérale moyenne de 1,05 g, un record.